# Marcos Orsi
Marcos Helly Orsi (nacido en 1964 en Santo André (San Pablo)) es un actor brasileño con raíces en Galicia.

## Trayectoria
Comienza su carrera como actor en la compañía dramática brasileña Arte Livre. Con esta viaja a Europa en 1986 fijando su residencia en Galicia, participa en varias compañías como Ollomol y en el Centro Dramático Gallego, participó también en numerosas series de televisión como Rías Baixas, Mareas vivas o Matalobos como Zico.
En el mundo del cine sus papeles más importantes su participación en O agasallo de Silvia y O lapis do carpinteiro.

## Filmografía
- A metade da vida (1994)
- O rei nu (1995)
- Pratos combinados (1995; como Luis Delgado)
- O tesouro (1997)
- Décimo aniversario (1998)
- Mareas vivas (1998)
- El comisario (1999)
- Era outra vez (1999; como Bruno)
- Rías Baixas (1999; como Marcos da Silva)
- O río ten mans (2000)
- Galicia Exprés (2000; como Paulo)
- Tanto ten (2000)
- Hospital Central (2000)
- Entre bateas (2001; como João)
- O lapis do carpinteiro (2002)
- Cota vermella (2003)
- O agasallo de Silvia (2003; como directivo)
- A miña sogra e mais eu (2004; como Óscar Ledo)
- Baseado en feitos que... puideran ter acontecido (2006)
- S.O.S. (2006)
- O Nordés (2009; como Wilson Alves)
- Matalobos (2009-2013; como Zico)
- A ópera dos tres reás (CDG, 2011)

## Galardones y nombramientos

### Premios Mestre Mateo
| Ano  | Categoría   | Producción  | Resultado |
| ---- | ----------- | ----------- | --------- |
| 2002 | Mejor actor | Rías Baixas | Nombrado  |

### Premios Compostela
- Premio Compostela 1992 como mejor actor secundario por Un soño de verán.
- Premio Compostela 1994 como mejor actor protagonista por Commedia, un xoguete para Goldoni.